# Alexander von Arentschildt
Alexander Carl Friedrich von Arentschildt bzw. Arentsschild (* 14. Oktober 1806 in Lüneburg; † 14. Mai 1881 in Hannover) war ein hannoverscher Generalleutnant und letzte Kommandierender General der Hannoverschen Armee. Nach der Annexion des Königreiches Hannover diente er kurzzeitig noch als preußischer Generalleutnant.

## Leben

### Herkunft
Alexander entstammte dem bremischen Adelsgeschlecht von Arentschildt. Er war ein Sohn des russischen Generalmajors Wilhelm von Arent(s)schildt (1761–1835) und dessen Ehefrau Johanne Caroline, geborene Wyneken (1771–1836).

### Militärkarriere
Seine Laufbahn begann Arentschildt 1822 als Kadett im 1. Infanterie-Regiment der Hannoverschen Armee. Er avancierte 1824 zum Sekondeleutnant und 1828 zum Premierleutnant, sowie 1845 zum Kapitän. Als solcher wurde er Kompaniechef im 3. Infanterie-Regiment und machte die Feldzüge in Schleswig-Holstein 1848/49 mit. 1855 wurde er zum Major befördert und stieg 1858 zum Oberstleutnant und 1860 zum Oberst auf. 1861 erfolgte seine Ernennung zum Kommandeur der 2. Infanteriebrigade. 1863 wurde er Generalmajor, bei Ausbruch des Deutschen Krieges 1866 Generalleutnant und Kommandierender General. An die Spitze der Armee berufen, befehligte er diese am Tage der Schlacht bei Langensalza und schloss die sich hieran anschließende Übergabe ab, deren Folge die Auflösung der Armee war. Er trat daraufhin am 15. März 1867 in preußische Dienste über und nahm kurz drauf seinen Abschied.

### Familie
Arentschildt heiratete am 18. April 1839 in Hildesheim Sophie Herzog (1820–1897). Das Paar hatte mehrere Kinder:
- Wilhelm (1840–1911), preußischer Generalleutnant ⚭ 1867 Pauline von Schwarzkopf (1843–1927)[1]
- Johanne (1841–1901), Stiftsdame des Klosters Wennigsen
- Alexander (1844–1846)
- Emma (* 1848), Stiftsdame des Klosters Isernhagen
- Adolf (* 1854), preußischer Oberst, Ehrenritter des Johanniterordens ⚭ 1892 Adele de Dumas de l'Espinol (* 1862)
- Auguste (* 1855), Stiftsdame des Klosters Barsinghausen